# Athlītikī Enōsis Kōnstantinoupoleōs 2019-2020 (pallacanestro)
Questa voce raccoglie le informazioni riguardanti l'Athlītikī Enōsis Kōnstantinoupoleōs B.C. nelle competizioni ufficiali della stagione 2019-2020.

## Stagione
La stagione 2019-2020 dell'Athlītikī Enōsis Kōnstantinoupoleōs è la 63ª nel massimo campionato greco di pallacanestro, l'A1 Ethniki.

## Roster
Aggiornato al 18 luglio 2018.
| AEK Atene 2019-20 | AEK Atene 2019-20 |
| Giocatori         | Staff tecnico     |
| ----------------- | ----------------- |

| N. | Naz.                                  | Ruolo | Nome                  | Anno | Alt.   | Peso   |  |
| -- | ------------------------------------- | ----- | --------------------- | ---- | ------ | ------ |  |
| 0  | Stati Uniti (bandiera)                | G     | Kendrick Ray          | 1994 | 188 cm | 82 kg  |  |
| 1  | Stati Uniti (bandiera)                | P     | Mario Chalmers        | 1986 | 188 cm | 86 kg  |  |
| 4  | Grecia (bandiera)                     | PG    | Vasilīs Toliopoulos   | 1996 | 188 cm | 86 kg  |  |
| 5  | Stati Uniti (bandiera)                | G     | Keith Langford        | 1983 | 193 cm | 92 kg  |  |
| 7  | Grecia (bandiera)                     | C     | Giōrgos Tsalmpourīs   | 1996 | 218 cm | 107 kg |  |
| 8  | Lituania (bandiera)                   | A     | Jonas Mačiulis (C)    | 1985 | 201 cm | 102 kg |  |
| 11 | Serbia (bandiera) · Grecia (bandiera) | AP    | Vladimir Janković     | 1990 | 202 cm | 101 kg |  |
| 14 | Grecia (bandiera)                     | C     | Dīmītrīs Kaklamanakīs | 1994 | 208 cm | 95 kg  |  |
| 15 | Grecia (bandiera)                     | AG    | Linos Chrysikopoulos  | 1992 | 208 cm | 102 kg |  |
| 16 | Grecia (bandiera)                     | PG    | Nikos Zīsīs           | 1983 | 196 cm | 94 kg  |  |
| 20 | Grecia (bandiera)                     | P     | Nikos Gkikas          | 1990 | 185 cm | 81 kg  |  |
| 22 | Grecia (bandiera)                     | C     | Dīmītrīs Mauroeidīs   | 1985 | 210 cm | 120 kg |  |
| 26 | Cuba (bandiera)                       | AP    | Howard Sant-Roos      | 1991 | 201 cm | 85 kg  |  |
| 27 | Grecia (bandiera)                     | AP    | Nikos Rogkavopoulos   | 2001 | 201 cm | 91 kg  |  |
| 31 | Grecia (bandiera)                     | AP    | Charīs Giannopoulos   | 1989 | 200 cm | 95 kg  |  |
| 33 | Serbia (bandiera) · Canada (bandiera) | C     | Stefan Janković       | 1993 | 211 cm | 107 kg |  |
| 44 | Stati Uniti (bandiera)                | C     | Marcus Slaughter      | 1985 | 204 cm | 106 kg |  |
| 45 | Stati Uniti (bandiera)                | C     | Jerai Grant           | 1989 | 206 cm | 106 kg |  |
| -  | Grecia (bandiera)                     | P     | Filippos Tinkas       | 2002 | 183 cm |        |  |
| -  | Grecia (bandiera)                     | GA    | Stergios Prapas       | 2002 | 196 cm |        |  |
| -  | Grecia (bandiera)                     | G     | Anastasīs Spyroglou   | 2002 | 192 cm |        |  |

| Allenatore |
| - Īlias Papatheodōrou                                                                                              |
| Assistente/i |
| - Giōrgos Līmniatīs - Dīmītrīs Menoudakos - Savvas Symeonidis Legenda - (C) Capitano - (IN) Inattivo - Infortunato |

## Mercato

### Sessione estiva
| Acquisti | Acquisti              | Acquisti          | Acquisti   | Acquisti |
| R.       | Nome                  | da                | Modalità   |          |
| -------- | --------------------- | ----------------- | ---------- | -------- |
| G        | Kendrick Ray          | Maccabi Tel Aviv  | definitivo |          |
| PG       | Vasilīs Toliopoulos   | Aris Salonicco    | definitivo |          |
| C        | Dīmītrīs Kaklamanakīs | Lavrio            | definitivo |          |
| G        | Keith Langford        | Panathīnaïkos     | definitivo |          |
| AG       | Linos Chrysikopoulos  | PAOK Salonicco    | definitivo |          |
| C        | Dīmītrīs Mauroeidīs   | Kolossos Rodi     | definitivo |          |
| P        | Nikos Gkikas          | Promitheas        | definitivo |          |
| C        | Stefan Janković       | Partizan          | prestito   |          |
| C        | Marcus Slaughter      | Bahçeşehir Koleji | definitivo |          |

| Cessioni | Cessioni               | Cessioni          | Cessioni         | Cessioni |
| R.       | Nome                   | a                 | Modalità         |          |
| -------- | ---------------------- | ----------------- | ---------------- | -------- |
| C        | Vasilīs Kavvadas       | Īraklīs Salonicco | fine contratto   |          |
| P        | Vasilīs Xanthopoulos   | Peristeri         | fine contratto   |          |
| AC       | Vince Hunter           | Virtus Bologna    | fine contratto   |          |
| AP       | Giannoulīs Larentzakīs | Murcia            | rescissione      |          |
| G        | Dīmītrīs Mōraitīs      | Kolossos Rodi     | prestito         |          |
| AG       | Dušan Šakota           | Murcia            | rescissione      |          |
| A        | Delroy James           | Meralco Bolts     | fine contratto   |          |
| AP       | Iōannīs Agravanīs      | Peristeri         | rinnovo prestito |          |
| G        | Gabe York              | Strasburgo        | fine contratto   |          |
| C        | Trevor Mbakwe          |                   | ritirato         |          |
| P        | Jordan Theodore        | Beşiktaş          | fine contratto   |          |

### Dopo l'inizio della stagione
| Acquisti | Acquisti          | Acquisti          | Acquisti         | Acquisti   |
| R.       | Nome              | da                | Data             | Modalità   |
| -------- | ----------------- | ----------------- | ---------------- | ---------- |
| P        | Mario Chalmers    | Free agent        | 4 novembre 2019  | definitivo |
| AP       | Vladimir Janković | Free agent        | 11 novembre 2019 | definitivo |
| C        | Jerai Grant       | Strasburgo        | 27 dicembre 2019 | definitivo |
| P        | Nikos Zīsīs       | Joventut Badalona | 17 gennaio 2020  | definitivo |

| Cessioni | Cessioni            | Cessioni      | Cessioni         | Cessioni              |
| R.       | Nome                | a             | Data             | Modalità              |
| -------- | ------------------- | ------------- | ---------------- | --------------------- |
| C        | Giōrgos Tsalmpourīs | Kolossos Rodi | 4 novembre 2019  | rescissione           |
| C        | Stefan Janković     | Partizan      | 31 dicembre 2019 | fine prestito         |
| AP       | Howard Sant-Roos    | CSKA Mosca    | 11 gennaio 2020  | definitivo (500000 €) |